# Ubajärv
Ubajärv är en sjö i södra Estland. Den ligger i Mõniste kommun i landskapet Võrumaa, 220 km sydost om huvudstaden Tallinn. Ubajärv ligger 72 meter över havet. Arean är 0,38 kvadratkilometer.
Den sträcker sig 1,5 kilometer i nord-sydlig riktning, och 0,4 kilometer i öst-västlig riktning. Största djupet är 2 meter. Den avvattnas av Ubajärve oja som är ett biflöde till Ahelo jõgi och ingår i Gaujas avrinningsområde. Den ligger i Karula nationalpark.